# Rock de Costa Rica
Se le llama rock costarricense al rock creado y ejecutado por artistas de Costa Rica. Es un movimiento musical que nació en los sesenta, influenciado por la música de Elvis Presley, The Beatles, Bill Haley y los Cometas y que en realidad se desarrolla según la corriente mundial del rock and roll. El rock de Costa Rica comprende diversos géneros como el rock alternativo, el punk, el goth rock, El Industrial, el heavy metal, el Black Metal, el Thrash Metal, el Power Metal, el Death Metal, el ska, el indie rock y el rock progresivo, entre otros.
El rock costarricense se ha caracterizado entre otros factores por ser un movimiento musical que no ha recibido un apoyo significativo de parte de la misma sociedad costarricense a través de su historia, ante lo cual muchas bandas han tenido que luchar para mantenerse activas, limitando de esta manera su proyección internacional y llevando a muchas de ellas a desintegrarse prematuramente, otras en cambio, en tiempos más recientes han logrado destacarse en la escena underground internacional.
Algunas de sus Bandas más importantes son Ghandi, El Parque, Kadeho y Café con Leche, siendo esta última de gran importancia al popularizar el género del rock en Costa Rica.

## Inicios en los años 60 y 70

### Primeros pasos
Costa Rica –un país en aquel entonces lleno de identidad nacional, gracias a todos los aportes de la anexión del Partido de Nicoya (25 de julio de 1824) y demás características típicas desde entonces de la cultura costarricense, como la marimba– se encuentra en un lugar clave para ser enteramente influenciado por países de habla inglesa a mediados del siglo XX. Uno de los ejemplos más claros que se puede encontrar es, sin duda, la música.
El nacimiento del Rock ‘n’ Roll en Estados Unidos ocurre a finales de los años cuarenta y a principios de los años cincuenta. Aparece como una combinación afroamericana y se expande rápidamente por todo Europa, hasta llegar a países centroamericanos.
Entre bandas efímeras y longevas se fue conformando la escena del rock tico, por aquel tiempo con evidentes influencias de Sui Generis, Los Gatos, Santana Blues Band, Deep Purple, The Rolling Stones, entre otros, Con instrumentos comprados a pagos saltaron a escena las primeras bandas del rock costarricense en la década de los 60s.
A pesar del largo tiempo que dura en situarse en el país, tiene un gran impacto en la mayoría de los costarricenses, provocando que hubiera una explosión de música conectada con este género musical en específico. Muchos artistas nacionales se ven claramente influenciados y comienzan a producir sencillos basados en esta nueva tendencia, creando una mezcla de jazz, blues, boogie–woogie, entre otros característicos del Rock&Roll.
Mucho se ha discutido sobre una sola banda fundacional del rock en Costa Rica, lo cierto es que en los años 60s hubo muchísimos grupos que duraban formados apenas algunos meses y que cambiaban de nombre e integrantes cada semana. La década de los 60s fue un periodo de experimentación del rock nacional donde se concretó muy poco; sin embargo grupos como Los Vikingos y Los Hermanos Vargas llegaron a formalizarse como bandas que no teniendo muchos temas originales se inclinaron por tocar covers en español e inglés, en este caso la mayoría sin tener el mínimo conocimiento del idioma, hacían su mejor esfuerzo por emular la pronunciación original.
Los Vikingos. Los Vikingos de Costa Rica son los principales y –a su vez– los más destacados ejemplos del surgimiento del Rock Nacional. Una banda compuesta de hermanos su estilo predomina también sus características musicales parecidas a Los Beatles y Elvis Presley, quienes están en la cumbre del éxito en este tiempo. Además, se pueden encontrar varias canciones y discos de vinilo y casetes producidos por esta banda, donde se destaca el ritmo Rock ‘n’ Roll típico de la época. Su primera grabación fue de las canciones llamadas “Hanky Panky” y “Yesterday“, una versión de la canción original de Los Beatles. Todavía siguen siendo Los Vikingos de Costa Rica reconocidos como los fundadores del Rock Nacional en los años sesenta.

### "Woodstock Tico" 1971
El domingo 4 de abril de 1971 en la finca de Arturo Robles, en Las Nubes de Coronado, se celebró el primer festival de música rock al aire libre en Costa Rica, Las Bandas eran de chiquillos “ricos”, de las “mejores” familias de San José, muy distantes de la esencia verdadera del Rock y sus ideales.
Organizado por Zulay Soto y sin fines de lucro, a las bandas se les pagaba algo insignificante aun para la época, demás esta decir que no lo necesitaban, asistieron aproximadamente 400 personas vestidos con ponchos, pelo largo y sandalias, una foto de dicho concierto también apareció en la tapa del periódico La Nación al día siguiente, algo inédito entonces, el dinero que hicieron con ese festival apenas alcanzó para pagarle a los músicos involucrados y el equipo de amplificación era propiedad de los grupos participantes. Se trató de una labor participativa y comunitaria en la que todos aportaron algo para hacer la actividad posible, hubo ausencia Policíaca, en ese tiempo ya se fumaba (marihuana), entonces para que la gente no se diera cuenta de que fumaban algunos hacían brownies “sorpresa” para disimular el consumo de dicha sustancia.
Se presentaron tres bandas Apple's Band, Blood Intersection y Reflexiones durante 8 horas, empezando a las 11 a. m. y terminando a las 7 p. m., y durante esa jornada los asistentes disfrutaron a su antojo la excelencia con que estas bandas interpretaban sus Covers y en donde se podría juzgar su calidad por la similitud con que interpretaban sus temas comparados con los conjuntos originales. Se escucharon temas de Santana, Creedence Clearwater Revival, The Beatles, Guess Who, The Doors, Three Dog Night, etc. Aun con el aguacero que les cayó encima todo el público se sintió muy satisfecho del espectáculo vivido.
Hasta ese momento casi no se interpretaban temas originales por lo que aún no se podía hablar del Rock Tico como algo definido ni como un movimiento con sentido y dirección. Era más bien algo amorfo, sin características propias pero que divertía muchísimo a todos los seguidores de esas bandas nacionales.
Solo había “tres o cuatro” conjuntos buenos, y prácticamente todos se enfocaban en hacer covers . No obstante, se celebraba el fin de un año que marcó el comienzo de una prolífica historia en el rock tico. A su parecer, entre los factores que ayudaban a formar camino estaba –además del apoyo de la prensa– la realización de “al menos diez conciertos” de rock durante 1971.
El Woodstock Tico se destacó como uno de los pocos conciertos de rock bien organizados ese año, a diferencia de la fila interminable de conciertos poco significantes, hechos con el único y exclusivo propósito de ganar dinero fácil, sin tener el más mínimo soplo de ética o buen gusto, situación que se repite en la actualidad en la abarrotada agenda conciertos de “covers”, los cuales acaparan el espacio en bares y clubes del país, creando polémica entre los mismos y la prolifera escena de música original quienes luchan por un mejor trato de parte de los pudientes dueños de bares, esto sumado a la proliferación de los ya bien conocidos "organizadores," "tramadores" y estafadores que buscan lucrar con el esfuerzo de los músicos, en contraste con esta polémica también existen honestos personajes cuyo único deseo es ver crecer la escena musical.
En lo que queda de la década de los años 1970 el ambiente rockero tico dejó de ser tan difuso, y se formaron bandas más constantes en sus proyectos que empiezan a sonar regularmente en las distintas emisoras del pequeñísimo país. Podemos citar grupos influenciados por el rock and roll sesentero como La Silla Eléctrica con temas originales en inglés como Sex, y el grupo Hebra formado 1979 que organizó el pretenciosamente llamado "mega" concierto “Festival en el Sol” en el que tocaron 42 agrupaciones nacionales de todo tipo de géneros y al que asistieron 15 mil personas.
Para finales de esta década nacen bandas con un estilo más hard rock como Distorsión
Distorsión era una banda instrumental en sus inicios, tocando en parques y universidades, salones comunales y bares,.
En el 84 los integrantes del grupo (Alberto Chaves, Carlos Bustamante y Ronny Vargas) incluyen al argentino Mario Maisonnave como vocalista de la banda.
Distorsión acapara programas de televisión y radio en su momento. El grupo firmó posteriormente con la disquera CBS Indica para grabar algunos temas originales como Todo en su lugar que para sorpresa de muchos se colocó en la lista de hits de Antena 3 en España.

## Años 1980
En los años 80 se dio una continuación de un rock que ya tenía fuertes raíces con músicos netamente nacionales, y con producción original muy bien instrumentada, esta continuación se dio con bandas que alcanzaron cierto grado de éxito, como Giros D, Shénuk, Café con Leche , Modelo para Armar, Hormigas en la Pared, e Inconsciente Colectivo.
Ciclos D, fue un grupo en que José Capmany antes de iniciar su carrera en solista, y que José tuvo junto con Fernando Castro, Jorge Molina y Francisco Pujol que formarían la banda de Heavy Metal ACERO.
Cabe destacar la figura de José Capmany, vocalista y guitarrista de Café con Leche banda nacida en 1984. Este dúo formado por José Capmany y Enrique Ramírez traen a la escena nacional un estilo roquero más desenfadado, Capmany fallecido en 2001, su show humorístico incluía una intensa interacción con su público, igual a muchos antes de él, empezó apoyándose en música como la canción "Gloria"(1964) del músico norirlandés Van Morrison para la banda Them convirtiéndola en la "Historia Salvaje", su primer tema, y luego evolucionó, componiendo e interpretando gran cantidad de música de su autoría.
En 1985 surgen las primeras bandas de Heavy Metal como Acero, Armagedón y Aquelarre.

## La década de 1990: cambios y sofisticación musical
Los años 90 significaron para el rock costarricense un período de transformación. En esta década surgió una cantidad considerable de bandas que trajeron consigo una mayor variedad en cuestión de ritmos y géneros musicales. Es en esta década que surgieron bandas que resultaron ser emblemáticas y trascendentales para el movimiento hasta hoy en día, aunque una buena parte de ellas ya no existe. 
Esta fue una época de cambios importantes: ya desde los años 1960 habían aparecido producciones publicadas en formato de discos de vinilo y casete, como las de la agrupación Los vikingos en los años sesenta, pero los años 90 vieron llegar las primeras producciones en formato de disco compacto (de la mano de productoras como Primera Generación Records, fundada por el productor guatemalteco Giácomo Buonafina). Esta productora apoyó en gran parte el surgimiento de producciones importantes tales como "Religiones", primer y único disco publicado por 50 al Norte en 1992 e "Inconsciente Colectivo", primera entrega de la banda del mismo nombre, en 1994.
A pesar del surgimiento musical mencionado anteriormente, bandas importantes dentro de la escena se desintegraron al mismo tiempo, tal es el caso de Modelo para armar, al poco tiempo de haber publicado su primer y único álbum en 1990. Bernal Villegas y Gonzalo De Trejo, ambos integrantes de esta banda, decidieron formar poco tiempo después 50 al Norte, pero también se desintegró a mediados de esta década. A pesar de no tener una carrera larga, ambas agrupaciones son emblemáticas dentro del rock costarricense. 
Es a mediados y fines de este período que el rock costarricense experimenta tal vez su mayor nivel de popularidad dentro del país y el resto de Centroamérica. Distintas bandas lograron objetivos importantes, tales como El Parque, que logró llegar a la cadena MTV Latinoamérica con el video de "Cuantas noches", sencillo incluido en 0MA, producción que fue muy exitosa a nivel local y centroamericano; Inconsciente Colectivo, por su parte, tuvo su mayor nivel de éxito y popularidad a finales de esta década gracias al Pastillas antidepresivas, religiones y demás... para el alma, álbum publicado en 1998, tanto así que la agrupación logró obtener una rotación regular en distintas radioemisoras en Centroamérica y en Telefé de Argentina.
Gandhi tuvo un éxito inmediato con su primer álbum, titulado "En el jardín del corazón" en 1997, llegando a los primeros lugares en ventas y radioemisión del país. Otro grupo fundamental que surgió en esta época es Evolución.
Aparte de estos grupos ha habido muchos otros que hicieron su carrera de manera independiente como Diente Guapo, La Nueva P, Bruno Porter, Amplexus y Maestro de Juegos.
Bernal Villegas formó otro grupo junto a Marta Fonseca en 1996 llamado Suite Doble , que llegó a ser, al igual que las bandas anteriormente mencionadas, relativamente exitoso. El sencillo de la banda del año 2000 titulado "Al final" fue utilizado para musicalizar un comercial de televisión que se proyectó en ese entonces en varios países de Latinoamérica.
En 1994 apareció Garbanzos, un grupo de punk y ska, trascendental dentro del rock costarricense dentro de su género.
En el año 1995 debuta una de las bandas más Underground de los años 90 Wise position conformada por los jóvenes Francisco Carballo (15) y Alejandro Monge (19), Su sonido industrial minimalista y vanguardista los coloca en el puesto de la banda pionera del género del país, Con influencia de bandas como Front Line Assembly, Front 242, Nine inch Nails y Depeche Mode por citar algunas, Se tiene conocimiento que Grabaron un DemoTape de 8 tracks al cual llamaron internal thoughts De este Material no se editaron copias comerciales.
Calle Dolores, banda que mezcla rock pesado y punk con ritmos latinos como el ska y el reggae fue fundada en 1997, y desde entonces es una banda reconocida dentro de la escena.
EL GUATO nace el 31 de mayo de 1997 . Es una de las bandas costarricenses con más trayectoria y éxito en la escena del rock latino local costarricense.
Tiene editados 3 álbumes y varios sencillos desde que decayó el uso del CD.
Ha compartido tarima con la mayoría de bandas de Rock Latino más reconocidas como Los Fabulosos Cadillacs, Los Auténticos Decadentes, Café Tacvba, Inspector, Panteón Rococó, Molotov, etc y varias en inglés también como Bouncing Souls y VooDoo Glow Skulls.
Ha tenido giras a México, Guatemala y Panamá (con 2 Minutos) y ha recorrido el territorio nacional de norte a sur y este a oeste.
EL GUATO sigue trabajando al pie del cañón sin parar en 20 años y cómo su logo lo indica, hacia arriba.
Akasha, una de las bandas nuevas en este país, salió a la luz grabando su primer disco en el 2006 titulado Descriptar bajo la producción de Jesse Alvarado en Audio Arte CR, mezclado en Sonic Response Productions en Los Ángeles y masterizado en World Class Audio también en esa ciudad. Durante la primera parte del 2008 el grupo hizo un tour por Estados Unidos y ahora está trabajando en conseguir distribución y manejo internacional. En junio del mismo año el grupo logró que su primer vídeo, del sencillo Descriptar el vídeo entrará en el canal de televisión MTV Latinoamérica. El grupo saco su segundo disco en diciembre del 2010, llamado Cerca del Sol. Un sencillo con 7 canciones, entre las que se encuentran Alunizar, En el espejo, Desterrado, Cerca del Sol, entre otras. También así presentando el nuevo vídeo de Alunizar en el 2011, sacando en mayo de 2013 su más reciente producción Renacer.
Esta y muchas otras bandas tuvieron éxito en buena parte debido a la realización de distintos festivales, como "El Primer Festival de Rock UnderGround", realizado en 1997. No obstante, el festival más importante que surgió para finales de esta década e inicios de la siguiente fue el Rock Fest, sin dejar de lado el CostaRock, el SkaContraSka, y recientemente del 2014 para acá el ChepeRock creado por la banda de skarock Percance
En la última década la escena del rock tico se han vista una gran cantidad de bandas nueva...
En la actualidad el movimiento está experimentando un resurgimiento considerable gracias a la difusión obtenida por medio de las redes sociales, lo que ha logrado que en los últimos tiempos se hayan dado a conocer internacionalmente ciertas bandas como Pneuma (la cual participó recientemente en el reconocido festival Wacken Open Air), y Sight of Emptiness (Bloodstock Open Air).
En el año 2010 aparece Last Dusk, banda de Goth Rock / Post Punk fundada por Carfax Haddo, Sus miembros son:Carfax: Vocales y Bajo, Stephanie Sabat: Batería, Roberto Thomas:Guitarra, underground, de bajo perfil y representante una escena "silenciosa" (según palabras de algún animador de radio) ha logrado traspasar las fronteras nacionales sin necesidad de involucrarse en el "mainstream criollo" mismo que se ha limitado irónicamente a algo más pequeño que el mismo underground costarricense, incluso se podría decir que en Costa Rica todo el rock es underground a sabiendas del limitado tamaño del país.
En 2012 lanzaron su primer EP independiente "Trismegistus". Representados por Deadfall Artist / Band Management UK desde 2013.
2014 vio el debut en vivo de la banda en Costa Rica, en septiembre de 2015, Last Dusk tocó en Sacrosanct, Reading, Reino Unido con las bandas The Last Cry, NU: N, The Last Dance,Yabanci, Whispers In The Shadow , Age of Heaven, Grooving In Green y Horror Vacui, siendo así la primera banda Costarricense en su género en presentarse en dicho país. El 17 de marzo de 2018 Last Dusk inicia su Wanderlust Tour 2018 en Ciudad de México junto a la leyenda Gótica local Maldoror en el Foro "Centro de Salud " al día siguiente tocan de nuevo nuevo en la Ciudad de México en Club El Real Under con DJ Lord Fer como bajista invitado y comparten tarima con las bandas Mexicanas: Severance, Blood Dance y Ariel Maniki & The Halos también de Costa Rica, 24 de marzo de 2018 Last Dusk se presenta en el Festival Darker Days, Leicester, Reino Unido, en el Musician Pub, junto a The Last Cry, Star Industry, The Glass House Museum, The Faces of Sarah, Red Sun Revival y Auger.
The Red Bee es una banda de Rock costarricense creada en el año 2013, a la fecha cuentan con una producción llamada Fenix la cual fue lanzada de manera independiente a finales del año 2015.The Red Bee está formado por,
Bryan Guill Fernández Voz principal. Tirone Sandí Primera guitarra. Rigo Mattei: Batería. Pablo Canossa : Bajo. Noe Hernández: Guitarra 2. Con el compromiso de crear un material profesional, The Red Bee trabaja en la elaboración de un buen contenido armónico, melódico y lírico, tomando como base el género rock, con matices alternativos dentro del género alternativo.La lírica de las canciones ofrece temas románticos así como un acercamiento a diversas situaciones sociales, abogando por los derechos humanos y la búsqueda de equilibrio e igualdad social.
En el primer semestre de 2020 se lanzan 40 álbumes de Metal costarricense